# Paul Guinan
Paul Guinan   (1963) és un escriptor i dibuixant de còmics nord-americà. Algunes de les seves obres més famoses són el robot Boilerplate o Chronos de DC Comics. És membre fundador de l'estudi Helioscope. Paul Guinan forma part de l'equip de marit i esposa amb Anina Bennett, que col·laboren en premsa des del 1989. Ha escrit el guió per la novel·la gràfica històrica, Imperi Asteca (Aztec Empire en l'original).

## Biografia
L'escriptor Paul Guinan, va començar a l'editorial First Comics, retocant el dibuix d'algunes de les primeres traduccions de manga publicades als Estats Units d'Amèrica. Mentre treballava per a First Comics, va cocrear amb l'escriptor John Francis Moore l’heroi Chronos de DC Comics.
L'obra més famosa de Paul Guinan i Anina Bennett és probablement Boilerplate, una sèrie sobre un robot fictici que hauria existit a l'època victoriana i principis del segle xx. Originalment aparegut en un lloc web creat per Guinan el 2000, Boilerplate detalla la història d'un notable robot construït a finals del segle xix i compta amb "imatges d'arxiu" Photoshop. El robot és en realitat un model articulat de trenta centímetres que es va veure interactuant amb figures històriques, com Theodore Roosevelt i Pancho Villa, el famós bandoler mexicà que va envair Amèrica durant la batalla de Colom el 9 de març de 1916 Edward Wyatt, del New York Times, va anomenar boilerplate "Deliciosament detallat". Fins i tot, J.J. Abrams va voler desenvolupar un projecte amb el robot de 1893.
Paul Guinan i Anina Bennett són habituals de l'escena del còmic i sovint imparteixen seminaris. Paul Guinan va ser un dels convidats oficials del Comic-Con de San Diego del 2011

## Obra
Per DC comics va treballar a la sèrie Chronos, al primer número del març de 1998, com a cocreador i dibuixant. El 1999 a la minisèrie Proposition Player com a dibuixant.
Per Dark Horse Comics el 1995 va dibuixar la sèrie Barb Wire, a la sèrie Terminator, el còmic de l'agost del 2012, va entintar i fer la portada. A la sèrie Aliens va fer el dibuix del número de febrer del 2013.
Llibres
Paul Guinan amb Anina Bennett com a coautora ha publicat els següents llibres:
Guinan, Paul; Anina Bennett. Boilerplate: History's Mechanical Marvel (en anglès).  Nova York: Abrams Image, 2009. ISBN 9780810989504.
Guinan, Paul; Anina Bennett. Frank Reade (en anglès).  Nova York: Harry N. Abrams, 2009. ISBN 9780810996618.

## Referenciés
1. ↑  Dooley, John «The Factual Fiction of Paul Guinan's Hysterical Hoax» (en anglès). Portland Mercury. Rob Thompson, 07-11-2002 [Consulta: 27 gener 2021]. Arxivat 27 de juny 2020 a Wayback Machine. «Còpia arxivada». Arxivat de l'original el 2020-06-27. [Consulta: 29 gener 2021].
2. ↑  Guinan, Paul; Anina Bennett. Boilerplate: History's Mechanical Marvel (en anglès).  Abrams, 2012. ISBN 9781613120316 [Consulta: 27 gener 2021]. Arxivat 27 de juny 2020 a Wayback Machine.
3. ↑  «Paul Guinan» (en anglès).   Big Red Hair, 2020. [Consulta: 27 gener 2021].
4. 1 2  «Graphic arts workshop: making comic books» (en anglès).   Utah Arts Festival, 23-06-2017. Arxivat de l'original el 28 de juny 2020. [Consulta: 27 gener 2021].
5. ↑  David S. Anderson. «Aztec Empire Brought To Life In New Graphic Novel» (en anglès).   Forbes, 11-06-2019. [Consulta: 27 gener 2021].
6. ↑  Wyatt, Edward «The Strange Case of the Spoofer Captured by a Spoof» (en anglès). The New York Times, 01-11-2005 [Consulta: 28 gener 2021].
7. ↑  Kit, Borys; Jay A. Fernandez «J.J. Abrams producing period robot movie 'Boilerplate' (exclusive)» (en anglès). The Hollywood Reporter. The New York Times, 29-07-2010 [Consulta: 28 gener 2021]. Arxivat 30 de juliol 2010 a Wayback Machine. «Còpia arxivada». Arxivat de l'original el 2010-07-30. [Consulta: 29 gener 2021].
8. ↑  Dark Horse Comics, 2020.